# Xyrias revulsus
Xyrias revulsus är en fiskart som beskrevs av Jordan och Snyder, 1901. Xyrias revulsus ingår i släktet Xyrias och familjen Ophichthidae. Inga underarter finns listade i Catalogue of Life.